# Affection (album de Lisa Stansfield)
Pour les articles homonymes, voir Affection (homonymie).
Albums de Lisa Stansfield
Real Love
(1991)
Singles
1. This Is the Right Time
Sortie : 31 juillet 1989
2. All Around the World
Sortie : 16 octobre 1989
3. Live Together
Sortie : 29 janvier 1990
4. What Did I Do to You?
Sortie : 30 avril 1990
5. You Can't Deny It
Sortie : 2 mai 1990

Affection est le premier album studio de Lisa Stansfield, sorti le 20 novembre 1989.
L'album s'est classé 2e au UK Albums Chart, 5e au Top R&B/Hip-Hop Albums et 9e au Billboard 200.

## Liste des titres
Toutes les chansons sont écrites et composées par Lisa Stansfield, Ian Devaney et Andy Morris.
| No  | Titre                     | Durée |
| --- | ------------------------- | ----- |
| 1.  | This Is the Right Time    | 4:29  |
| 2.  | Mighty Love               | 5:11  |
| 3.  | Sincerity                 | 4:47  |
| 4.  | The Love in Me            | 5:01  |
| 5.  | All Around the World      | 4:29  |
| 6.  | What Did I Do to You?     | 4:48  |
| 7.  | Live Together             | 6:10  |
| 8.  | You Can't Deny It         | 5:36  |
| 9.  | Poison                    | 4:12  |
| 10. | When Are You Coming Back? | 5:23  |
| 11. | Affection                 | 5:52  |
| 12. | Wake Up Baby              | 3:58  |
| 13. | The Way You Want It       | 4:56  |

| 14. | People Hold On (Single Mix) (featuring Coldcut) | Matt Black, Jonathan More, Stansfield | 3:57 |
| 15. | My Apple Heart                                  | Stansfield, Devaney, Morris           | 4:15 |
| 16. | Lay Me Down                                     | Stansfield, Devaney, Morris           | 4:13 |
| 17. | Something's Happenin'                           | Stansfield, Devaney, Morris           | 3:46 |

## Certifications
| Pays        | Association  | Certification | Ventes     |
| ----------- | ------------ | ------------- | ---------- |
| Allemagne   | BVMI         | Platine       | 500 000+   |
| Autriche    | IFPI         | Or            | 25 000+    |
| Canada      | Music Canada | Platine       | 100 000+   |
| Espagne     | Promusicae   | Platine       | 100 000+   |
| États-Unis  | RIAA         | Platine       | 1 000 000+ |
| France      | SNEP         | Or            | 100 000+   |
| Royaume-Uni | BPI          | 3 × Platine   | 900 000+   |
| Suisse      | IFPI Suisse  | Platine       | 50 000+    |